# Sampolo
Sampolo (en corse Sampolu) est une commune française située dans la circonscription départementale de la Corse-du-Sud et le territoire de la collectivité de  Corse. Elle appartient à la microrégion du Talavo.

## Géographie
La commune de Sampolo comprend deux villages, Sampolo et Giovicacce distants de 2,5 km. Le paysage est typique de la montagne corse, où le maquis cède progressivement sa place à la forêt, à partir de 700 mètres d'altitude. Le châtaignier y trouve les conditions idéales de son développement.
Il subsiste peu d'habitants permanents, une cinquantaine pour l'ensemble de la commune mais la diaspora demeure fidèle à ses origines : elle continue à remplir les maisons l'été.
Le tourisme connaît une certaine progression depuis quelques années grâce au « mare a mare » Solenzara-Porticcio, une route reliant les côtes occidentale et orientale de l'île au travers de Sampolo et Giovicacce. Il existe plusieurs maisons d’hôtes et des maisons particulières à louer.

## Urbanisme

### Typologie
Au 1er janvier 2024, Sampolo est catégorisée commune rurale à habitat très dispersé, selon la nouvelle grille communale de densité à sept niveaux définie par l'Insee en 2022.
Elle est située hors unité urbaine. Par ailleurs la commune fait partie de l'aire d'attraction d'Ajaccio, dont elle est une commune de la couronne,. Cette aire, qui regroupe 79 communes, est catégorisée dans les aires de 50 000 à moins de 200 000 habitants,.

### Occupation des sols
L'occupation des sols de la commune, telle qu'elle ressort de la base de données européenne d’occupation biophysique des sols Corine Land Cover (CLC), est marquée par l'importance des forêts et milieux semi-naturels (94,9 % en 2018), une proportion identique à celle de 1990 (95 %). La répartition détaillée en 2018 est la suivante : 
forêts (88,5 %), zones agricoles hétérogènes (5 %), milieux à végétation arbustive et/ou herbacée (4,1 %), espaces ouverts, sans ou avec peu de végétation (2,3 %). L'évolution de l’occupation des sols de la commune et de ses infrastructures peut être observée sur les différentes représentations cartographiques du territoire : la carte de Cassini (XVIIIe siècle), la carte d'état-major (1820-1866) et les cartes ou photos aériennes de l'IGN pour la période actuelle (1950 à aujourd'hui).

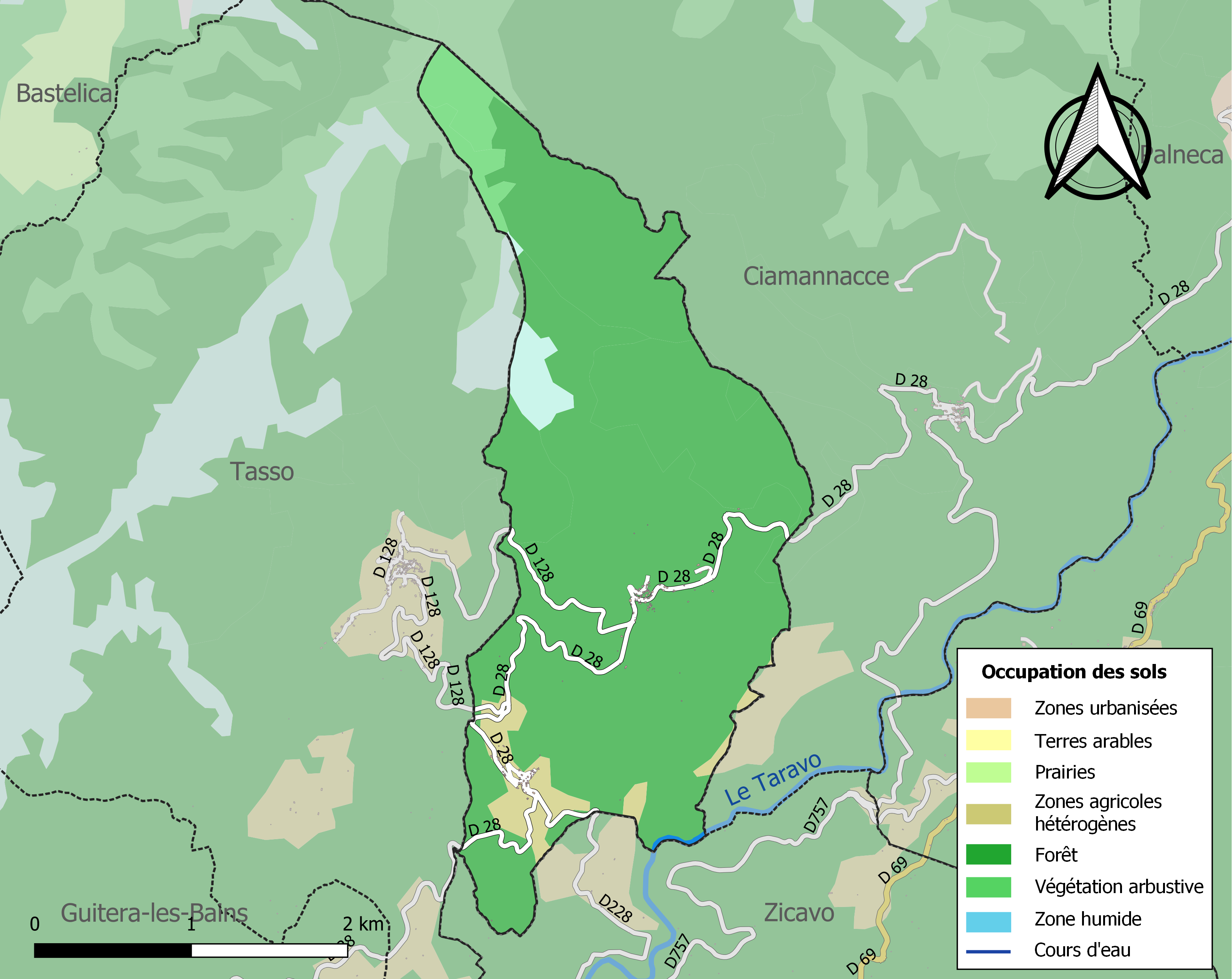
Carte des infrastructures et de l'occupation des sols de la commune en 2018 (CLC).

## Histoire
On trouve des traces d'habitat préhistorique sur une colline qui fait face au village de Sampolo. Il est vraisemblable que Sampolo a commencé son existence à cet endroit, comme en témoignent les restes d'une chapelle du Ve siècle. Au XIe siècle, le village s'est vidé de sa population pour « descendre » sur la plage, certainement à Pratavone, sur la commune de Cognocoli-Monticchi, puis la population fuyant les conditions d'insécurité et la malaria, est « remontée » au XVe siècle, créant le village actuel et continuant à pratiquer la transhumance entre la piaghia (Pratavone) et le plateau du Cuscione jusque dans les années cinquante du XXe siècle.
À la fin du XVIIIe siècle, deux familles rivales réglèrent leur compte dans l'église du village, l'une d'elles saccageant un banc, l'autre une dalle funéraire.
À la fin du XIXe siècle commence une lente dépopulation qui fait passer le nombre d'habitants de la commune de 450 dans les années 1880 à même pas 50 en 2010. Les habitants ont utilisé les filières de l'émigration vers les colonies, surtout le Maroc dès la fin de la Première Guerre mondiale où on peut dire que chaque famille sampulinca comptera au moins un représentant jusque dans les années 1960.
Aujourd'hui le village compte 63 habitants l'hiver. L'été les personnes ayant des racines à Sampolo reviennent au village, ainsi qu'une trentaine de jeunes.

## Fêtes à Sampolo
Saint Paul, le saint protecteur du village est célébré le 29 juin au cours d'une procession traditionnelle dans le village.
Tous les premiers dimanches du mois d'août se tient la brocante du village. Les visiteurs viennent en nombre pour cette journée, on y trouve des stands de brocanteurs ainsi que des stands pour les enfants et pour les jeunes. Au cours de cette journée une messe chantée est célébrée en l'église San Paulu.

## Politique et administration
| Période | Période  | Identité             | Étiquette     | Qualité                 |
| ------- | -------- | -------------------- | ------------- | ----------------------- |
| 1994    | 2014     | Christiane Leccia    | Modem         |                         |
| 2014    | 2020     | Jean-Baptiste Leccia | Divers droite |                         |
| 2020    | 2023     | Pierre Martini       | RN            |                         |
| 2023    | En cours | Marilyne Santi       | PNC           | Infirmière Territoriale |

## Démographie
L'évolution du nombre d'habitants est connue à travers les recensements de la population effectués dans la commune depuis 1800. Pour les communes de moins de 10 000 habitants, une enquête de recensement portant sur toute la population est réalisée tous les cinq ans, les populations de référence des années intermédiaires étant quant à elles estimées par interpolation ou extrapolation. Pour la commune, le premier recensement exhaustif entrant dans le cadre du nouveau dispositif a été réalisé en 2007.

En 2022, la commune comptait 87 habitants, en évolution de +19,18 % par rapport à 2016 (Corse-du-Sud : +7,61 %, France hors Mayotte : +2,11 %).
| 1800 | 1806 | 1821 | 1831 | 1836 | 1841 | 1846 | 1851 | 1856 |
| ---- | ---- | ---- | ---- | ---- | ---- | ---- | ---- | ---- |
| 191  | 196  | 166  | 210  | 233  | 230  | 241  | 216  | 200  |

| 1861 | 1866 | 1872 | 1876 | 1881 | 1886 | 1891 | 1896 | 1901 |
| ---- | ---- | ---- | ---- | ---- | ---- | ---- | ---- | ---- |
| 212  | 245  | 404  | 474  | 531  | 542  | 557  | 555  | 538  |

| 1906 | 1911 | 1921 | 1926 | 1931 | 1936 | 1946 | 1954 | 1962 |
| ---- | ---- | ---- | ---- | ---- | ---- | ---- | ---- | ---- |
| 509  | 542  | 530  | 533  | 536  | 555  | 574  | 532  | 160  |

| 1968 | 1975 | 1982 | 1990 | 1999 | 2006 | 2007 | 2012 | 2017 |
| ---- | ---- | ---- | ---- | ---- | ---- | ---- | ---- | ---- |
| 154  | 136  | 82   | 49   | 52   | 56   | 57   | 58   | 80   |

| 2022 | - | - | - | - | - | - | - | - |
| ---- | - | - | - | - | - | - | - | - |
| 87   | - | - | - | - | - | - | - | - |

## Lieux et monuments
C'est dans cette église que furent enterrés le 30 mai 1770 quatre des cinq hommes tués non loin de Sampolo par « les troupes de France ».[non neutre]
Le monument aux morts de la commune est installé sur la façade côté route de l’Église.